# Тетеревятка (село)
Тетеревятка – село Жирновского района Волгоградской области России. Административный центр Тетеревятского сельского поселения.

## История
Согласно ревизской сказке от 27.06.1795 года, хранящейся в Государственном архиве Саратовской области фонд 28 опись 1 дело 72, Тетеревятка значится как новопоселенная деревня Камышинской округи Саратовского наместничества. Она заселена перешедшими в оную деревню в 1791 году из разных сел Нижнеломовской округи Пензенского наместничества однодворцами и дворцовыми крестьянами.
Селом Тетеревятка стала после строительства в ней на средства прихожан в 1831 году церкви Михаила Архангела. В 1840 году по церковным документам при ней считалось прихожан 2265 душ обоего пола. А на 1895 год всех прихожан считалось 3742 души обоего пола.
По сведениям Саратовского губернского статистического комитета за 1891 год, село Тетеревятка Камышинского уезда, 2 стана, Верхнее-Добринской волости, в 12 верстах от волостного правления имело 576 дворов, 1900 душ мужского пола, 1937 – женского, итого 3837 душ обоего пола всех вообще жителей.
По сведениям Верхнее-Добринского волостного правления 1894 года, село Тетеревятка, Парфеновка тож, расположено между высокими горами, на вершине речки Тетеревятки, на которой устроено 3 пруда, кроме того в селе 23 колодца.

## Население
| 1897 | 1911 | 1987 | 2002 |
| ---- | ---- | ---- | ---- |
| 3284 | 4173 | ≈610 | 491  |

| 1891 | 2010 | 2012 | 2013 | 2014 | 2015 | 2016 |
| ---- | ---- | ---- | ---- | ---- | ---- | ---- |
| 3837 | ↘392 | ↘380 | ↘370 | ↘357 | ↘336 | ↘321 |
| 2017 | 2018 | 2019 | 2020 | 2021 |      |      |
| ↘318 | ↘299 | ↘290 | ↘269 | ↘262 |      |      |

Численность населения по данным Всероссийской переписи населения 2010 года 392 человека (202 мужчины и 190 женщин).